# Buterudstjärnet
Buterudstjärnet är en sjö i Bengtsfors kommun och Melleruds kommun i Dalsland och ingår i Göta älvs huvudavrinningsområde. Sjön har en area på 0,105 kvadratkilometer och ligger 156,9 meter över havet.

## Delavrinningsområde
Buterudstjärnet ingår i det delavrinningsområde (652658-130279) som SMHI kallar för Utloppet av Åklång. Medelhöjden är 109 meter över havet och ytan är 12,45 kvadratkilometer. Räknas de 298 avrinningsområdena uppströms in blir den ackumulerade arean 3 259,27 kvadratkilometer. Upperudsälven som avvattnar avrinningsområdet har biflödesordning 2, vilket innebär att vattnet flödar genom totalt 2 vattendrag innan det når havet efter 169 kilometer. Avrinningsområdet består mestadels av skog (77 procent). Avrinningsområdet har 1,98 kvadratkilometer vattenytor vilket ger det en sjöprocent på 15,9 procent. Bebyggelsen i området täcker en yta av 0,19 kvadratkilometer eller 2 procent av avrinningsområdet.